# Митяєво (Івдельський міський округ)
Митя́єво (рос. Митяево) — селище у складі Івдельського міського округу Свердловської області.
Населення — 2 особи (2010, 6 у 2002).
Національний склад населення станом на 2002 рік: росіяни — 66 %.